# كوساكو هامادا
كوساكو هامادا (باليابانية: 濱田耕作؛ بالكانا: はまだ こうさく) هو عالم إنسان وأستاذ جامعي ياباني، ولد في 22 فبراير 1881 في أوساكا في اليابان، وتوفي في 25 يوليو 1938 في كيوتو في اليابان.